# Sandy MacIver
Alexandra Elena MacIver, plus communément appelée Sandy MacIver, née le 18 juin 1998 à Winsford au Royaume-Uni, est une joueuse internationale écossaise de football évoluant au poste de gardienne de but avec le club de Spirit de Washington. Elle a aussi porté le maillot de l'équipe d'Angleterre.

## Palmarès

### En club
- Manchester City
  - FA Women's Super League :
    - Deuxième : 2014-2015.
- Everton FC
  - FA Women's Super League :
    - Deuxième : 2019-2020.

### Distinctions personnelles
- Meilleure gardienne de but la Coupe du monde des moins de 20 ans en 2018.